# جنغل (غافروبارمون)
جنغل (بالفارسية: جنگل) هي قرية تقع في إيران في قسم غافروبارمون الريفي. يقدر عدد سكانها بـ 318 نسمة بحسب إحصاء 2016.